# اردینگتون
latitudeاردینگتونlongitudeاردینگتون

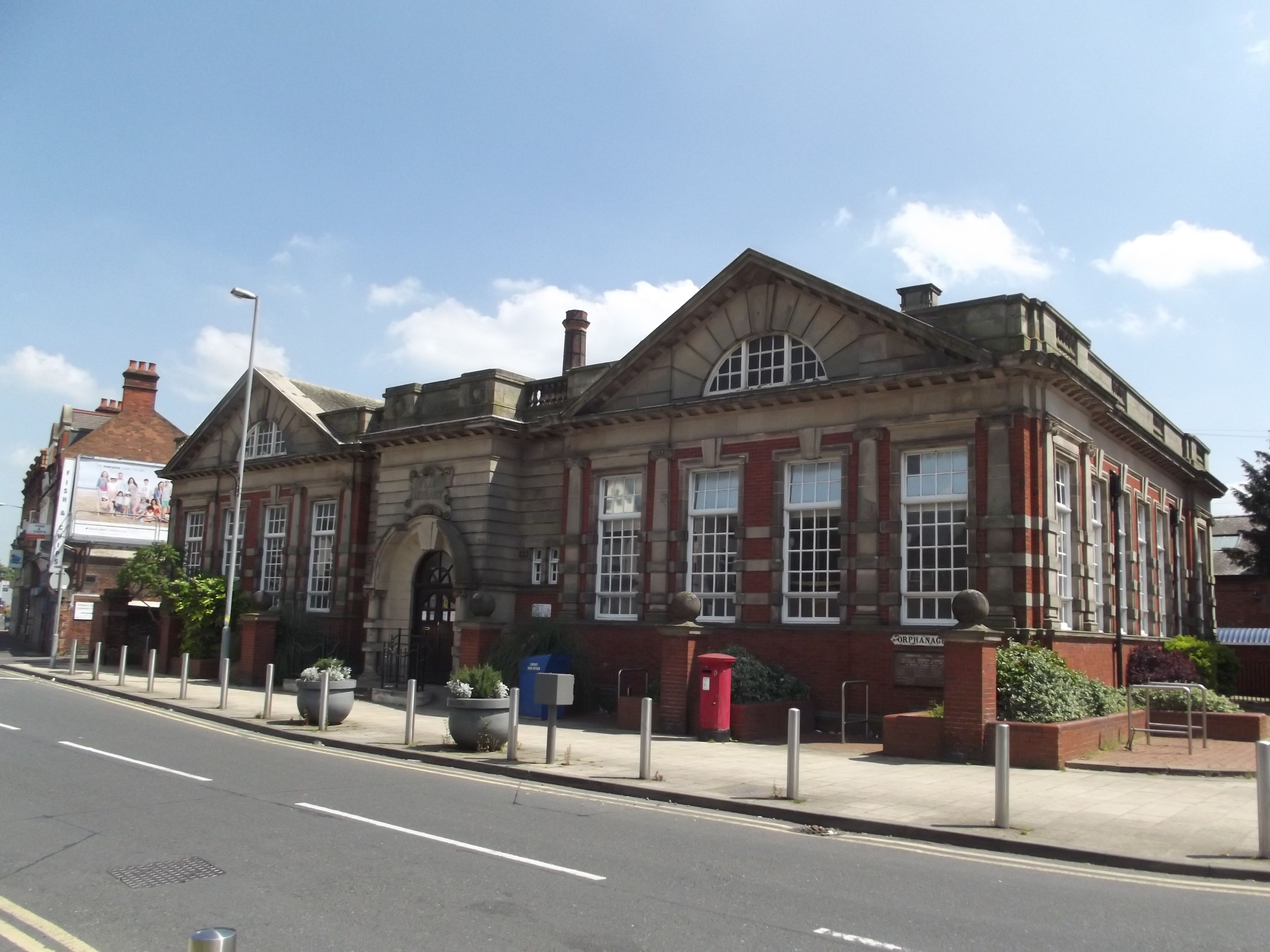
کتابخانه شهری

اردینگتون (به انگلیسی: Erdington) یک شهرک در بریتانیا است که در میدلندز غربی واقع شده‌است.

## خصوصیات
اردینگتون ۲۲٬۸۲۸ نفر جمعیت دارد.